# Pangrapta alopopis
Pangrapta alopopis là một loài bướm đêm trong họ Erebidae.